# Résolution 1003 du Conseil de sécurité des Nations unies
Membres permanents
- Chine
- États-Unis
- France
- Royaume-Uni
- Russie

Membres non permanents
- Allemagne
- Argentine
- Botswana
- Honduras
- Indonésie
- Italie
- Nigéria
- Oman
- République tchèque
- Rwanda

Résolution no 1002 Résolution no 1004
La résolution 1003 du Conseil de sécurité des Nations unies, a été adoptée le 5 juillet 1995. Après avoir réaffirmé toutes les résolutions sur la situation dans l'ex-Yougoslavie, en particulier les résolutions 943 (1994), 970 (1995) et 988 (1995), le Conseil de sécurité a pris note des mesures prises par le gouvernement fédéral de la république de Yougoslavie (Serbie-et-Monténégro) visant la fermeture de la frontière avec la Bosnie-Herzégovine et a donc prolongé la suspension partielle des sanctions contre la première de 75 jours supplémentaires, jusqu'au 18 septembre 1995.
Il a été noté que la frontière restait fermée, sauf pour l'aide humanitaire et les efforts de la Serbie-et-Monténégro à cet égard. Le Conseil a souligné l'importance qu'il attachait au fait qu'aucune assistance militaire ne soit fournie aux forces serbes de Bosnie. Dans le même temps, les procédures simplifiées adoptées par le comité créé par la résolution 724 (1991) concernant les demandes légitimes d'assistance humanitaire et les transbordements sur le Danube, ont été saluées.
Agissant en vertu du chapitre VII de la Charte des Nations unies, les sanctions internationales imposées à la Serbie-et-Monténégro ont été suspendues jusqu'au 18 septembre 1995. La résolution appelle également à la reconnaissance mutuelle entre les États issus de la dissolution de la Yougoslavie, la reconnaissance entre la Bosnie-Herzégovine et la Serbie-et-Monténégro constituant une première étape importante dans le processus. La situation resterait constamment examinée par le Conseil de sécurité.
La résolution 1003 a été adoptée par 14 voix contre zéro, avec une abstention de la Russie. 

## Voir également
- Guerre de Bosnie-Herzégovine
- Dislocation de la Yougoslavie
- Guerre de Croatie
- Guerres de Yougoslavie